# Megacyclops brachypus
Megacyclops brachypus – gatunek widłonoga z rodziny Cyclopidae. Nazwa naukowa tego gatunku skorupiaków została opublikowana w 1955 roku przez niemieckiego zoologa Friedricha Kiefera.